# Oudegemse reuzen

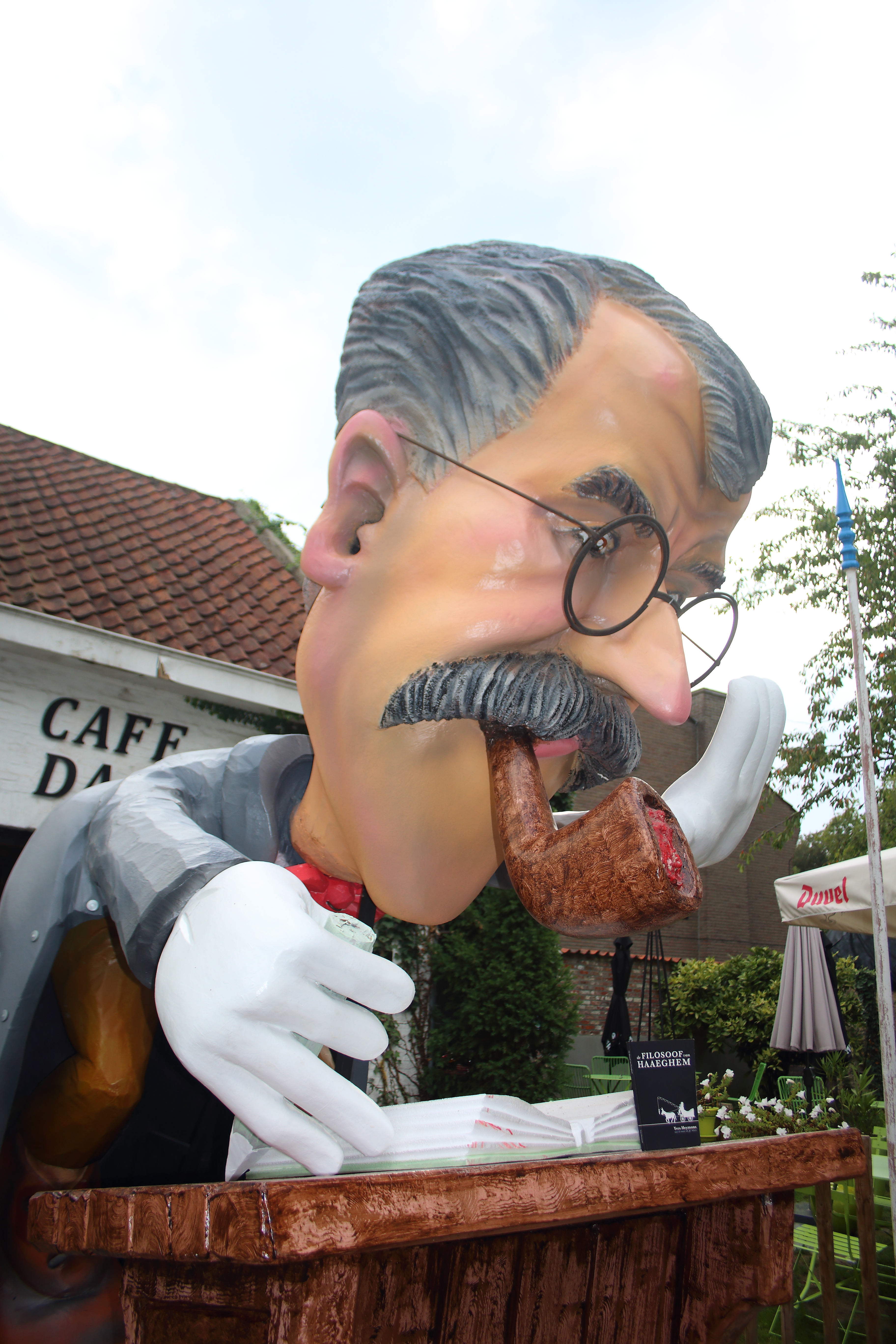
Reus Jef Scheirs, Oudegem

De Oudegemse reuzen zijn Belgische stadsreuzen uit de gemeente Oudegem. De reuzen zijn gebaseerd op belangrijke figuren uit de lokale geschiedenis of op het werk van de lokale schrijver Jef Scheirs. De reuzen blijven voornamelijk binnen Oudegem en gaan uit in de reuzenstoet tijdens Septemberkermis.
De Oudegemse reuzen worden niet gedragen, maar rollen op wielen. Ze wijken af van traditionele stadsreuzen in de zin dat ze stylistisch dichter aanleunen bij carnavalsfiguren.

## Petatje op ezeltje Anatool
De reus stelt Patatje, één van de spilfiguren uit het boek De Filosoof Van Haagem van Jef Scheirs voor.

## Jef Scheirs
Reus Jef Scheirs, gebaseerd op de schrijver Jef Scheirs, werd in 2008 gedoopt. Nadien raakte de reus in verval. In 2020 werd hij gerestaureerd.

## Pierre Vertongen
Reus Pierre Vertongen werd in 2014 in opdracht van de Feestcommissie van Oudegem gerestaureerd door reuzenbouwer Kevin Leybaert en vervolgens op 20 december opnieuw gedoopt door pastoor Walter Van der Meulen.

## Theo Cool
Reus Theo Cool werd in 2013 gebouwd door Kevin Leybaert en stelt de voormalige voorzitter van het Feestcomité van Oudegem voor.

## Justus de Harduyn
Reus Harduyn is gebaseerd op de 17de-eeuwse priester Justus de Harduyn die in december 1607 tot pastoor benoemd werd in Oudegem en het nabijgelegen Mespelare. De reus werd in 2022 onthuld ter gelegenheid van de herdenking van de publicatie van de dichtbundel Goddelicke Lofsanghen door Harduyn in 1620.